# 南湾猿島

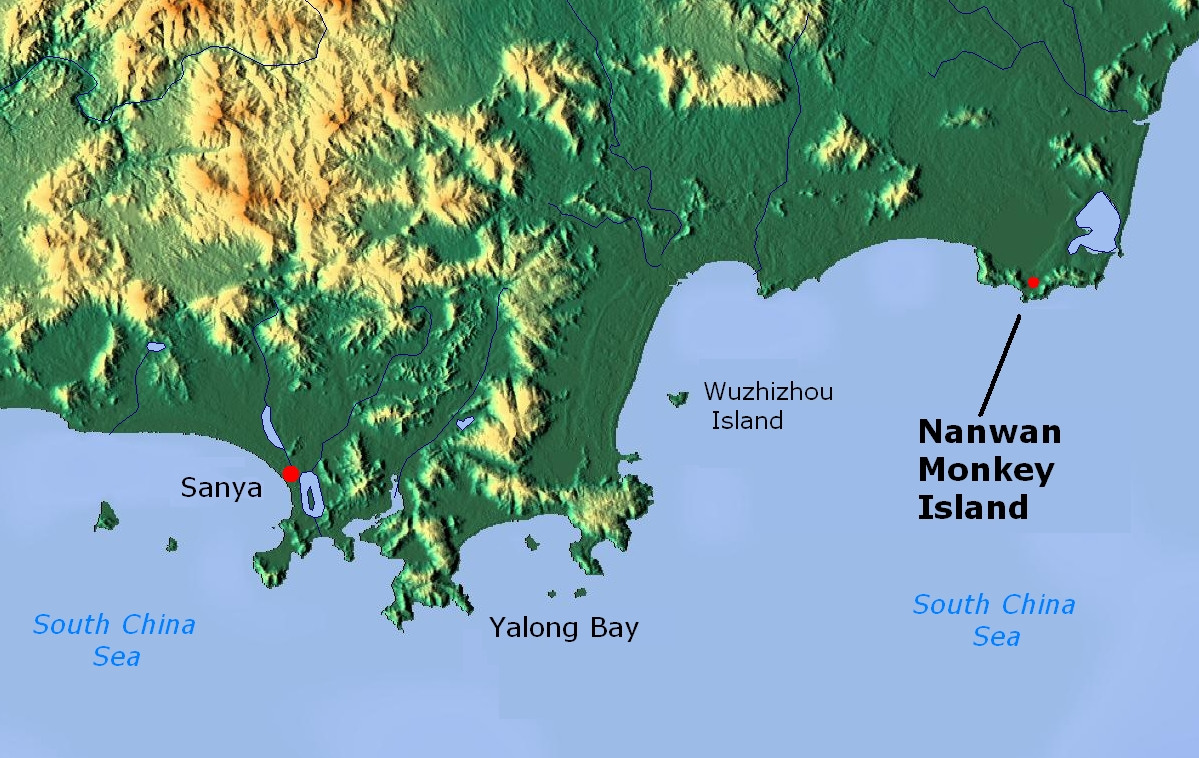
南湾猿島（Nanwan Monkey Island）は南湾半島（右端）に設置

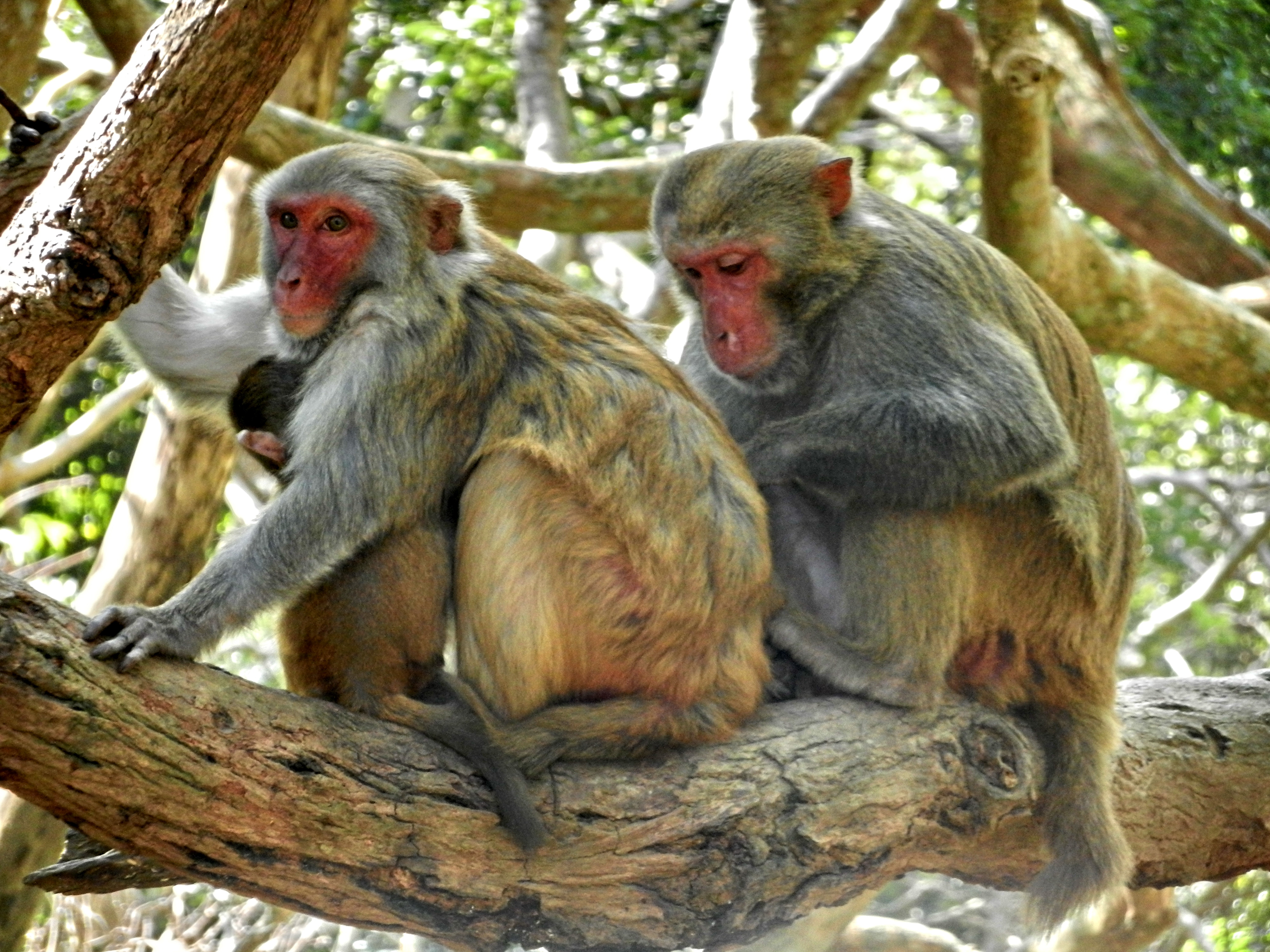
南湾猿島のアカゲザル

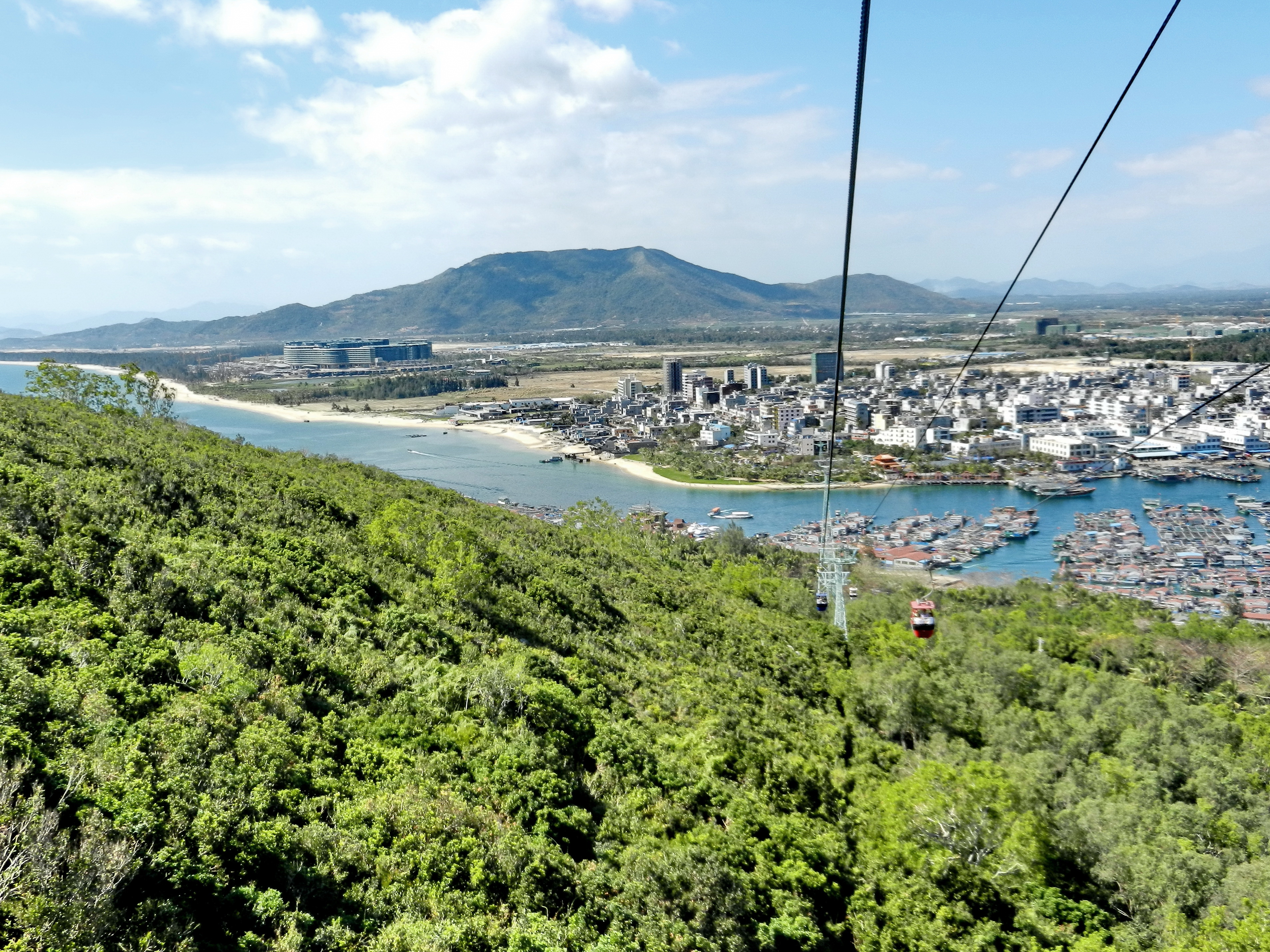
南湾猿島（手前）へのロープウェイ

南湾猿島（なんわんさるしま、中国語: 南湾猴岛）は、中華人民共和国海南省陵水リー族自治県にある国立猿保護区で、世界で唯一の島嶼型アカゲザル（オナガザル科マカク属）の自然保護区である。保護区は南湾半島に設置されていて、面積は100ヘクタールで、山々は大小の洞窟と奇岩で覆われ、新村から中国最長の水上ロープウェイ（2,138メートル）で渡ることができる。
南湾猿島自然保護区には、合計400種以上の植物があり、森林被覆率は95%、哺乳動物は15種、鳥類は57種、両生類と爬虫類は17種が生息する。アカゲザル保護区の設立以来、南湾半島のアカゲザルの数は、1965年の100頭以上から現在では1,500 頭以上に増加した。 アカゲザルに加えて、島には水鹿、ベンガルヤマネコ（豹猫）、カワウソ、センザンコウなど約20種の動物、海南ヤマウズラやヤツガシラなどの約30種の鳥類、ニシキヘビやトカゲなどの爬虫類が生息する。

## 参照項目
- 海南省の観光